# Verwaltungsgericht Gelsenkirchen

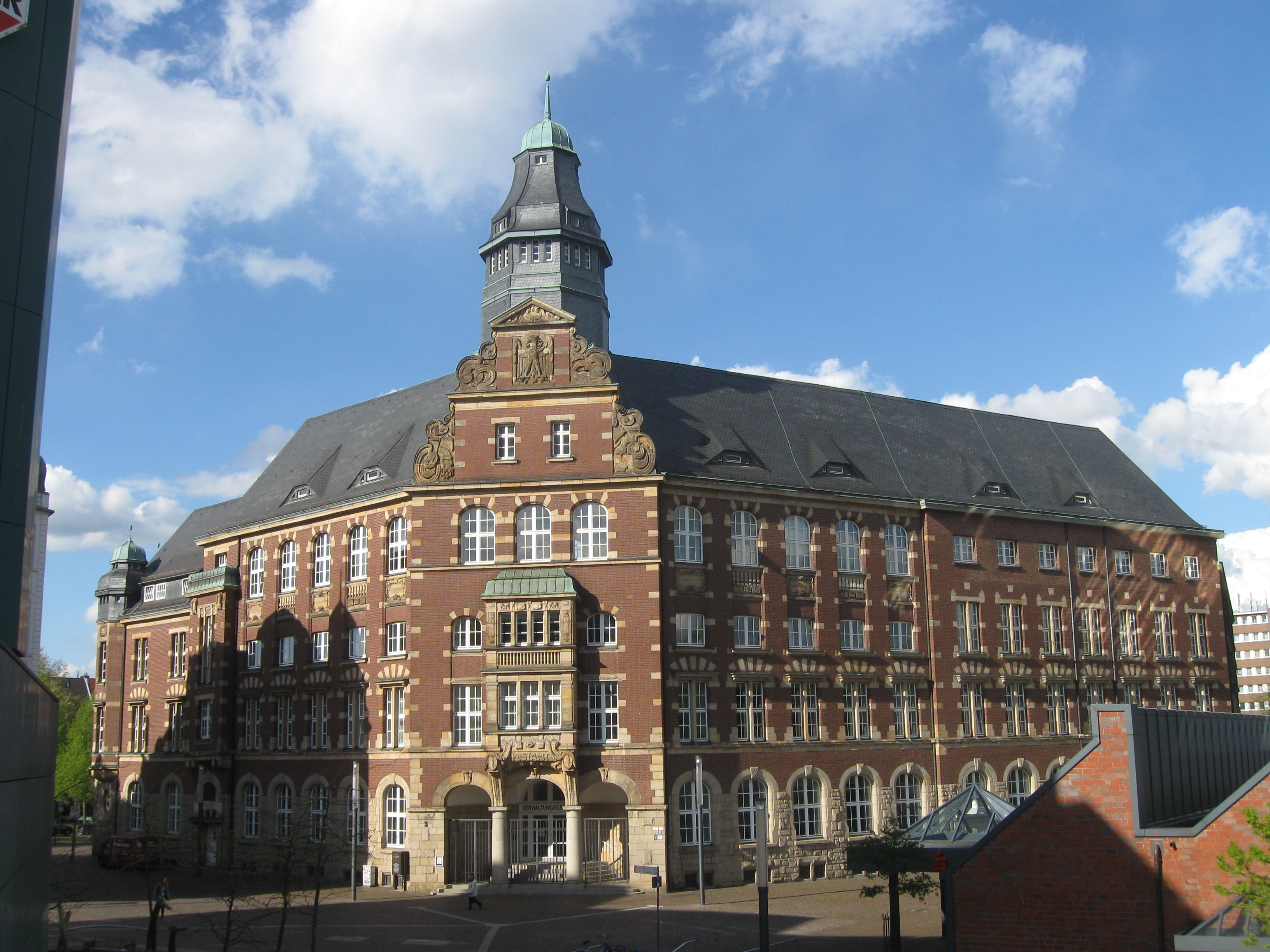
Das Gebäude des Verwaltungsgerichts Gelsenkirchen (ehemalige Hauptpost)

Das Verwaltungsgericht Gelsenkirchen, ein Gericht der Verwaltungsgerichtsbarkeit, ist eines von sieben Verwaltungsgerichten des Bundeslandes Nordrhein-Westfalen.

## Gerichtssitz und -bezirk
Das Gericht hat seinen Sitz in Gelsenkirchen. Der Gerichtsbezirk umfasst das Gebiet der kreisfreien Städte Bochum, Bottrop, Dortmund, Essen, Gelsenkirchen, Herne sowie das der Kreise Recklinghausen und Unna.

## Gerichtsgebäude

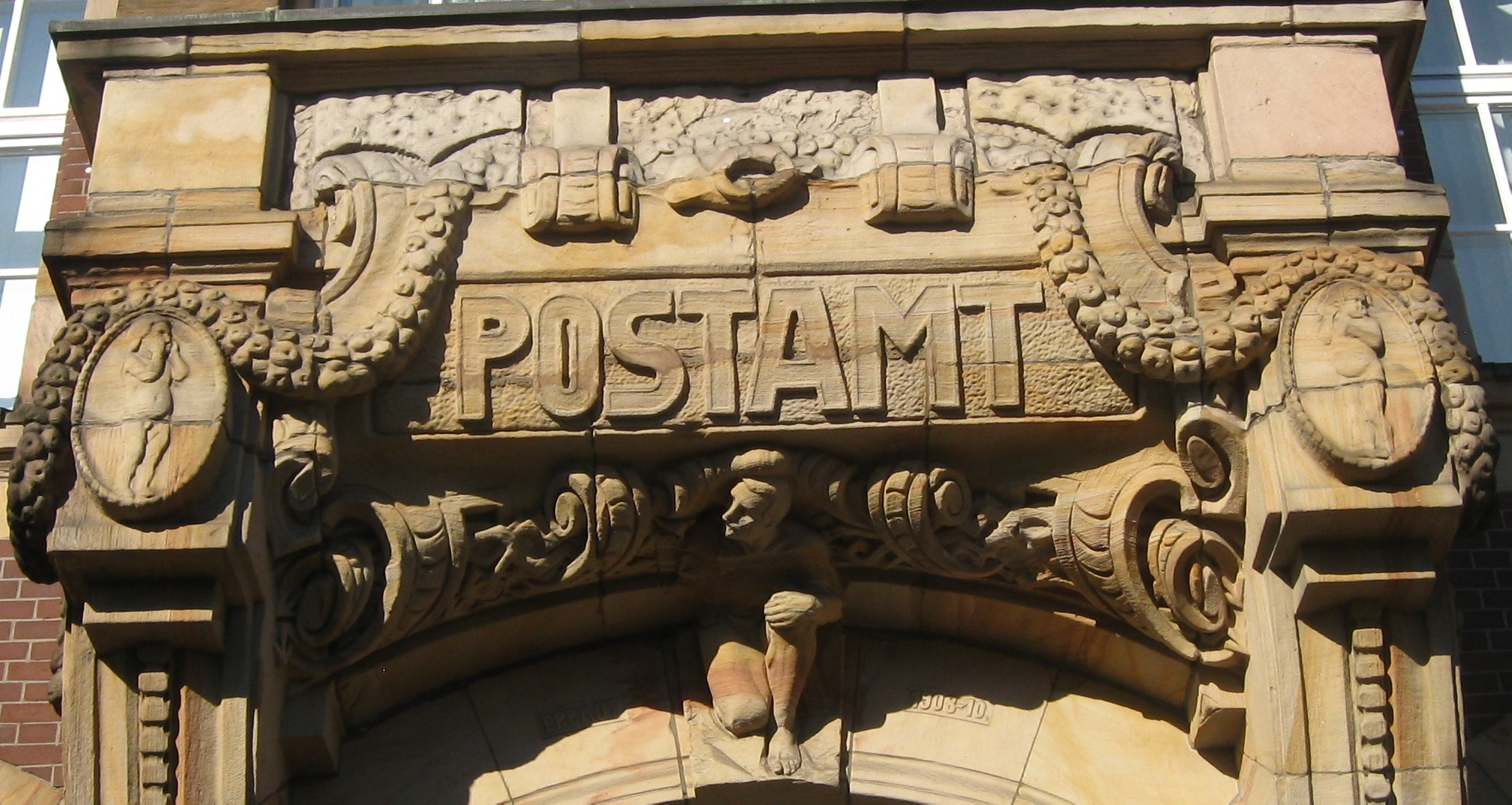
Zum Fassadenschmuck am Haupteingang gehören zwei „telefonierende“ Putten rechts und links neben der Inschrift „Postamt“.

Das Gericht residiert seit 1986 in dem denkmalgeschützten Gebäude am Bahnhofsvorplatz 3 in der Gelsenkirchener Altstadt unmittelbar gegenüber dem Hauptbahnhof Gelsenkirchen. Das im Stil des Historismus gestaltete Bauwerk entstand zwischen 1907 und 1910 als Hauptpostamt nach einem Entwurf des auf Postgebäude spezialisierten Verwaltungsarchitekten Karl Buddeberg (1856–1934) und wurde in den 1980er Jahren umfassend restauriert, renoviert und für die Nutzung als Gerichtsgebäude hergerichtet. Die ehemalige Schalterhalle der Hauptpost beherbergt heute die Gerichtsbibliothek.

## Richter
2016 hatte das Gericht 19 Kammern und beschäftigte insgesamt 66 Richterinnen und Richter. Im gleichen Jahr wurden sieben Proberichter neu eingestellt. Zum Jahresbeginn 2017 nahmen drei aus der Zivilgerichtsbarkeit abgeordnete Richter ihre Arbeit auf und im Laufe des Jahres sollten weitere Neueinstellungen erfolgen. Vor allem die seit 2014 stark gestiegene Zahl der asylrechtlichen Streitfälle, die 2016 etwa 60 % der Verfahren ausmachten, führte zu dem Personalbedarf.
Im Dezember 2018 arbeiteten 60 Richterinnen und Richter an 20 Kammern sowie zwei Fachkammern für Personalvertretungsrecht. Jährlich werden von diesen 8.000 Verfahren erledigt.
Präsident des Gerichtes ist seit dem 1. April 2019 Dr. Siegbert Gatawis.

## Besondere Zuständigkeiten und bekannte Verfahren

### Zulassungsregeln für Medizinstudenten
Das Verwaltungsgericht Gelsenkirchen ist als einziges Gericht bundesweit für alle Verfahren gegen die in Dortmund ansässige Stiftung für Hochschulzulassung (die frühere Zentralstelle für die Vergabe von Studienplätzen, ZVS) zuständig. In mehreren Verfahren hatte es sich mit der Zulassung zum Medizinstudium in Deutschland zu befassen. Die Richter hielten Teile der Zulassungsregeln für verfassungswidrig, weil viele Bewerber von vornherein ausgeschlossen seien. Im Oktober 2017 kam es auf Initiative des Verwaltungsgerichts Gelsenkirchen zu einem Normenkontrollverfahren vor dem Bundesverfassungsgericht (BVerfG) über die Frage, ob das auf einem Numerus clausus basierende bisherige Auswahlverfahren, das zu sehr langen Wartezeiten für viele Studienbewerber führt, einer Prüfung auf Verfassungsmäßigkeit standhält. In seinem Urteil vom 19. Dezember 2017 erkannte der Erste Senat am BVerfG im derzeitigen System wie die Gelsenkirchener Richter einen Verstoß gegen den Gleichheitsgrundsatz und verlangte ein bundesweit standardisiertes System von Eignungstests an Universitäten. Bis zum 31. Dezember 2019 soll der Gesetzgeber eine gesetzliche Neuregelung schaffen.

### Rückholung von SamiA.
Im Juli 2018 geriet das Verwaltungsgericht Gelsenkirchen wegen seines Beschlusses zur Rückholung von Sami A. in die Schlagzeilen. Bei Sami A. handelt es sich um einen seit 1997 in Bochum lebenden dschihadistischen Gefährder und früheren Leibwächter von Osama bin Laden. Nach Ansicht des Verwaltungsgerichts wurde er am 13. Juli 2018 „grob rechtswidrig“ in sein Heimatland Tunesien abgeschoben, ohne die gerichtliche Entscheidung darüber abzuwarten und ohne eine verbindliche Zusicherung der tunesischen Regierung einzuholen, dass A. in dem Land keine Folter drohe. Sami A. müsse nach seiner Freilassung durch die tunesischen Behörden ein Visum für die Rückkehr nach Deutschland ausgestellt werden, verfügte das Gericht per Eilentscheidung/Beschluss. Das nordrhein-westfälische Flüchtlingsministerium unter Joachim Stamp (FDP) hat gegen den Beschluss gemeinsam mit der Ausländerbehörde Bochum vor dem Oberverwaltungsgericht Beschwerde eingelegt. Stamp erklärte am 16. Juli 2018, der Beschluss des Verwaltungsgerichts sei erst durch Bekanntgabe ergangen, als Sami A. „seinem Heimatland bereits näher war, als der Bundesrepublik“.
Am 27. Juli 2018 ordnete ein Untersuchungsrichter in Tunis A.s Entlassung aus der Untersuchungshaft an. Die Ermittler hätten keine Beweise für seine Verwicklung in Terroraktivitäten gefunden. Es werde weiter ermittelt und A.s Reisepass wurde einbehalten. Der CDU-Abgeordnete Armin Schuster erklärte: „Wenn die tunesischen Behörden ihn freilassen, dann bricht die Vermutung, dass ihm dort Folter drohe, wie zu erwarten war, zusammen“.

### Dieselfahrverbot
Ebenso wie im Fall Sami A war die 8. Kammer des VG Gelsenkirchen für ein deutschlandweit viel beachtetes Urteil, diesmal im Bereich der Luftreinhaltung, verantwortlich. Das Gericht ordnete ein Dieselfahrverbot für große Teile der Stadt Essen einschließlich des durch dieses Gebiet führenden Teil der A 40 sowie für eine Straße in Gelsenkirchen an.

## Übergeordnete Gerichte
Übergeordnetes Gericht ist das Oberverwaltungsgericht für das Land Nordrhein-Westfalen. Auf dieses folgt im Instanzenzug das Bundesverwaltungsgericht in Leipzig.